# Кундик жовтогорлий
Кунди́к жовтогорлий (Tetraophasis szechenyii) — вид куроподібних птахів родини фазанових (Phasianidae). Мешкає в горах Індії і Китаю. Вид названий на честь угорського мандрівника Бели Сечені.

## Опис

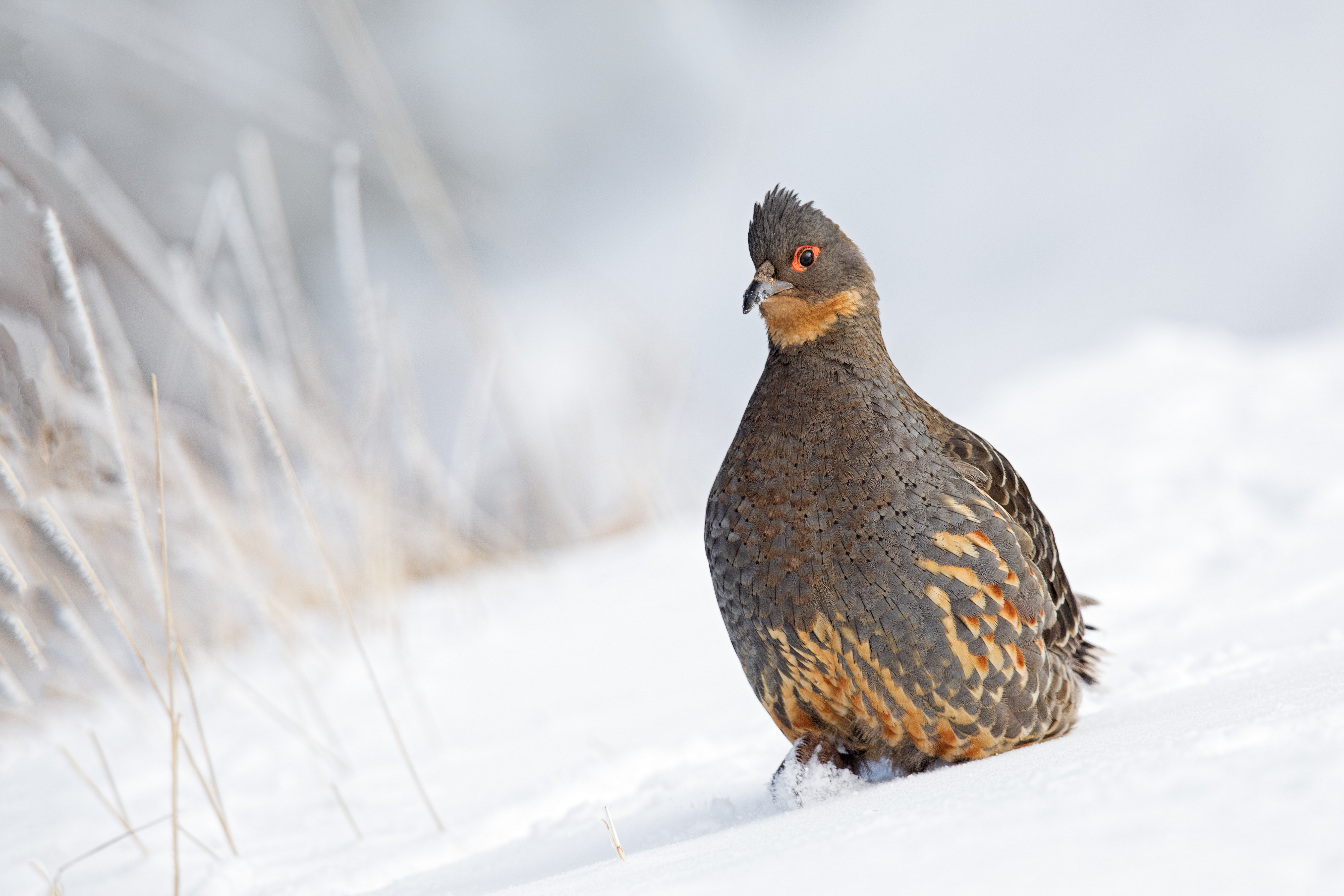
Жовтогорлий кундик (Гарцзе-Тибетська автономна префектура, Сичуань)

Довжина птаха становить 50 см, самці важать 1260-1790 г, самиці 880 г. Довжина хвоста становить 168 мм, довжина крила 211-231 мм.
Голова і шия темно-сіро-коричневі, пера на них мають чорні стрижні. Горло охристе, поцятковане іржасто-коричневими плямками, особливо ближче до підборіддя. Груди темно-сірі, пера на них мають чорні стрижні і чорні стрілоподібні кінчики, що формують плямистий візерунок. Решта нижньої частини тіла сірувато-коричнева, поцяткована іржасто-коричневими і каштановими плямами.
Верхня частина спини темно-сірувато-коричнева, решта спини і надхвістя більш сизувато-сірі, пера на них мають тонкі темні краї. Крила сірувато-коричневі або темно-коричневі, пера на них мають білуваті краї. Стернові пера темно-коричневі з широкою чорною смугою на кінці і білими кінчиками.
Райдужки темно-червонувато-карі, навколо очей плями голої червоної шкіри, за очима вони переходять в коротку смугу. Дзьоб чорнуватий, лапи червонувато-коричневі.

## Поширення і екологія
Жовтогорлі кундики мешкають на сході Тибетського нагір'я і в горах Гендуаншань, на південь до гір Юйлунсюешань, в китайських провінціях Сичуань і Юньнань, на крайньому півдні Цинхаю, на Тибеті і на півночі індійського штату Аруначал-Прадеш. Вони живуть на узліссях гірських хвойних лісів, у високогірних рододендронових і дубових заростях, на високогірних луках і кам'янистих гірських схилах. Зустрічаються зграйками по 4-6 птахів, на висоті від 3300 до 4600 м над рівнем моря. Взимку іноді мігрують в долини.
Жовтогорлі кундики живляться корінцями, цибулинами, ягодами і зеленим листям. Гніздяться у квітні-червні. Вони є одними з небагатьох куроподібних птахів, яких притаманний колективний догляд за пташенятами, коли гніздовій парі допомагає 1-3 помічники, зазвичай молоді самці. В кладці 3-4 яйця, насиджують лише самиці.